# Kirił Kotew
Kirił Kotew (bułg. Кирил Котев; ur. 8 kwietnia 1982 w Sofii) – bułgarski piłkarz występujący na pozycji środkowego obrońcy. Od 2012 gra w Łokomotiwie Płowdiw.

## Kariera klubowa
Kirił Kotew zawodową karierę rozpoczynał w 1999 roku w klubie Wiełbażd Kiustendił. W jego barwach zaliczył jednak tylko 1 występ, po czym w 2001 roku przeniósł się do zespołu Widima-Rakowski Sewliewo. W nowej drużynie Kotew w 18 spotkaniach zdobył 2 bramki i latem 2002 roku podpisał kontrakt z Łokomotiwem Płowdiw. Początkowo pełnił w nim rolę rezerwowego, jednak podczas rozgrywek 2003/2004 był już podstawowym zawodnikiem swojego klubu. Właśnie w 2004 roku bułgarski piłkarz wywalczył z Łokomotiwem [mistrzostwo oraz superpuchar kraju. Dla ekipy z Płowdiwu Kotew rozegrał łącznie 79 ligowych pojedynków i 7 razy wpisał się na listę strzelców.
W przerwie sezonu 2005/2006 Kotew trafił do CSKA Sofia, z którym wywalczył wicemistrzostwo Bułgarii. Na drugi w karierze triumf w rozgrywkach A PFG Kotew musiał czekać do sezonu 2007/2008, kiedy to CSKA zakończyła ligowe zmagania z przewagą 16 punktów nad drugim w tabeli Lewski Sofia. Podczas rozgrywek 2009/2010 Bułgar na środku obrony miał okazję grać u boku takich graczy jak Kostadin Stojanow, Aleksandar Branekow i Iwan Iwanow.
W 2010 roku Kotew wrócił do Łokomotiwu. W 2011 roku grał w chińskim Dalian A’erbin, a w 2012 roku ponownie został zawodnikiem Łokomotiwu.

## Kariera reprezentacyjna
W 2004 roku Płamen Markow powołał Kotewa do 23–osobowej kadry reprezentacji Bułgarii na mistrzostwa Europy. Na turnieju tym Bułgarzy nie zdobyli ani jednego punktu i zajęli ostatnie miejsce w swojej grupie. Kotew wystąpił tylko w przegranym 1:2 spotkaniu z Włochami, kiedy to w 64. minucie zmienił Predraga Pažina. W 2004 roku piłkarz rozegrał dla drużyny narodowej 2 mecze. Do reprezentacji powrócił dopiero w 2008 roku.